# 撫物語
『撫物語』（ナデモノガタリ）は、西尾維新による青春怪異小説。〈物語〉シリーズの通巻21巻目として講談社BOXレーベルにて2016年7月に刊行された。イラストはVOFANが手掛けている。

## 概要
現代の怪異を描き、『終物語』にて完結した〈物語〉シリーズのその後を描く〈物語〉シリーズ・オフシーズンの第3弾。千石撫子（せんごくなでこ）の「その後」が描かれる第零話「なでこドロー」を収録している。『化物語』時は中学二年生だった撫子が中学三年生になった時期の事件で、『偽物語』『囮物語』『恋物語』で描かれた過去の撫子が総登場する。オフシーズンの既刊『愚物語』『業物語』はそれぞれ3話ずつ収録しており、本巻も当初は3話収録の予定だったが、撫子のストーリーが予想より膨らんだため、「まよいイーブン」「よつぎノーサイド」は未収録になった。シチュエーションとしては藤子・F・不二雄の漫画『ドラえもん』の「ドラえもんだらけ」に似ており、作中でも言及されている。
千石撫子のデザインも物語シリーズが続くごとに変化していったが、パッケージイラストには最初期のデザインの撫子が描かれている。
本作の発売を記念して「撫子をなでられるサイト・みんなでなでよう なでっこシェア」がオープンした。スマートフォン専用サイトで、撫子を撫でた回数によって壁紙がもらえるというもの。また、撫子だけではなく、ある条件で、忍、余接も撫でることが可能になる。

## あらすじ
漫画家志望の少女・千石撫子は両親から中学を卒業したら就職するように言われる。両親を説得するための成果を挙げようと考える彼女は式神童女・斧乃木余接の力を借りて、四体の分身を作るも、制御できずに逃げられてしまう。撫子は余接と共に逃げた四人の撫子を追って行くうちに、撫子自身の過去と向き合うことになる。

## 登場人物
千石 撫子（せんごく なでこ） / 今撫子（いまなでこ）
本作の主人公。七百一中学校に在籍するも、前年に起こしたトラブルから不登校となっている。漫画家を目指しており、作業に邪魔ということから髪を切りベリーショートになっているが、最後は何かの異常で元の髪に戻っている。
本作では過去の撫子を模した複数の式神が登場するため、区別を付ける時は「今撫子」と呼ばれる。
斧乃木 余接（おののき よつぎ）
阿良々木家に居候している式神の童女。例外の方が多い規則（アンリミテッド・ルールブック）という肉体の一部を変化させる能力を持つ。
撫子に式神作りを提案する。
忍野 扇（おしの おうぎ）
直江津高校の二年生男子。本作ではBMXだけでなく自動車も運転できることが描かれている。
式神の一体を目撃したことから追跡に協力することとなる。
神原 駿河（かんばる するが）
直江津高校の三年生女子。
電話越しでの登場だが、七百一中学での騒動やルマ撫子の目撃など今回の事件に関する情報を得ている。
老倉 育（おいくら そだち）
大学生。『終物語』では、直江津高校から別の土地へ転校して行ったが、大学に通うようになり、この街に戻ってきた。髪型はショートカットになっている。撫子とは幼少期に面識があり、「育お姉ちゃん」と呼ばれている。自身の性分から大学に馴染めていない。
阿良々木 月火（あららぎ つきひ）
栂の木第二中学の三年生。撫子の友人で余接の監視対象。姉の火憐が中学を卒業したことで、現在は栂の木中の顔役に収まっている。
戦場ヶ原 ひたぎ（せんじょうがはら ひたぎ）
昨年、撫子が神化した時に殺害予告をした少女。撫子はひたぎを非常に恐れている。
忍野 忍（おしの しのぶ）
物語シリーズ本編の主人公・阿良々木暦（あららぎ こよみ）の影に住む六百歳の吸血鬼幼女。
本作では前作業物語「かれんオウガ」で見せた影渡りで月火の影に潜んで撫子の元へやってきた。

### 式神
おと撫子（おとなでこ）
前髪で目元を隠していた『化物語』「なでこスネイク」の頃の撫子を模した一番目の式神。
「人見知りゆえの人払い」と「自意識ゆえの被害者意識」という人心に干渉する怪異としての特性を持つ。
ルマ撫子（ルマなでこ）
上半身裸でブルマを穿いているおと撫子のコピー。自我に乏しく単純な命令しか受け付けないものの、おと撫子同様に「人見知りゆえの人払い」を使える。
他の式神と違い余接ではなく扇が名付けている。
クール撫子（クールなでこ）
スクール水着を着用しているおと撫子のコピー。
撫子本人が名付けている。
媚び撫子（こびなでこ）
暦にアプローチをかけていた『偽物語』「かれんビー」の時期の撫子を模した二番目の式神。前髪をカチューシャであげ、キャミソールを着用している。人心を支配する怪異としての特性を持つ。
夢に向かい頑張る撫子の姿をダサいと反感を抱いていたが、調伏後は神撫子の罠から撫子を庇い消滅した。
逆撫子（さかなでこ）
教室で逆ギレした『囮物語』「なでこメドゥーサ」の時の撫子を模した三番目の式神。月火に前髪を切られてぱっつんになっている。肉体のリミッターを解除した身体能力を持つ。
働きたくないという理由で撫子に反抗していたが、調伏後におと撫子を道具のように使う神撫子に反感を覚えたことで撫子に協力した。
名称の由来についてアニメ版「囮物語」の副音声からの逆輸入であることが語られている。
今撫子（式神版）
現在の撫子を模した式神。ルマ撫子やクール撫子同様、自我に乏しい。
神撫子がルマ撫子を従えていることをヒントに逆撫子が描いて起動させた。
神撫子（かみなでこ）
蛇神と化していた『恋物語』「ひたぎエンド」の時期の撫子を模した四番目の式神。オリジナルの蛇神には及ばないが、髪から毒牙を形成して攻撃するスキルを使う事ができ、余接をバラバラにするだけの戦闘力を持つ。また式神でありながらおと撫子のコピーを作って使役する力を見せた。
撫子に成り代わることを目論み、ルマ撫子やクール撫子を囮として利用した。

## 書籍
- 西尾維新（著） / VOFAN（イラスト） 『撫物語』 講談社〈講談社BOX〉、2016年7月27日第1刷発行（7月28日発売[2]）、ISBN 978-4-06-283898-6

## Webアニメ
2024年7月よりABEMAほかにて配信されたWebアニメ『〈物語〉シリーズ オフ&モンスターシーズン』で、本作がアニメ化された。